# Josef Wagner (Politiker, 1892)
Josef Wagner (* 15. Dezember 1892 in Frauenthal; † 2. Januar 1979) war ein deutscher Politiker (SPD).

## Leben und Beruf
Nach dem Besuch der Volksschule absolvierte Wagner eine Ausbildung zum Spiegelglasmacher und arbeitete anschließend in diesem Beruf. Von 1914 bis 1918 nahm er als Soldat am Ersten Weltkrieg teil, aus dem er als 40%iger Kriegsversehrter heimkehrte. Danach war er als Meister in der Spiegelglasherstellung in Marktredwitz und Windischeschenbach tätig. Aufgrund der Mechanisierung des Produktionszweiges wechselte er in den kaufmännischen Bereich und fungierte von 1926 bis 1933 als Geschäftsführer des Keramischen Bundes in Weiden.
Nach der „Machtübernahme“ der Nationalsozialisten wurde Wagner aus politischen Gründen entlassen, dann verhaftet und kurzzeitig im KZ Dachau interniert. Er arbeitete seit 1934 als Verkaufsorganisator in Bamberg, wurde dort von der Gestapo ortsverwiesen und war dann als Kaufmann in Regensburg tätig. Hier wurde er wiederholt in „Schutzhaft“ genommen. 1938/39 war er als Filialleiter, 1940 bis 1952 als Bilanzbuchhalter in Deggendorf beschäftigt. Im Anschluss bewirtschaftete er ein eigenes Obst- und Gartenbaugrundstück in Deggenau.

## Partei
Wagner trat 1918 in die SPD ein und war von 1919 bis 1926 Vorsitzender des SPD-Ortsverbandes Windischeschenbach. 1947 wurde er zum Vorsitzenden des SPD-Kreisverbandes Deggendorf gewählt.

## Abgeordneter
Wagner gehörte dem Deutschen Bundestag von 1953 bis 1957 an. Er war über die Landesliste Bayern ins Parlament eingezogen.